# Магматичний океан Місяця

Анімація, яка показує поперечний переріз океану місячної магми, коли вона кристалізується з часом. Перші тверді речовини, що утворюються (наприклад, олівін), є щільнішими за навколишню магму, тому опускаються всередину. Після того, як приблизно 80 % магматичного океану Місяця кристалізується, менш щільні тверді речовини (тобто плагіоклаз) починають утворюватися та спливати до поверхні, утворюючи первісну кору Місяця.

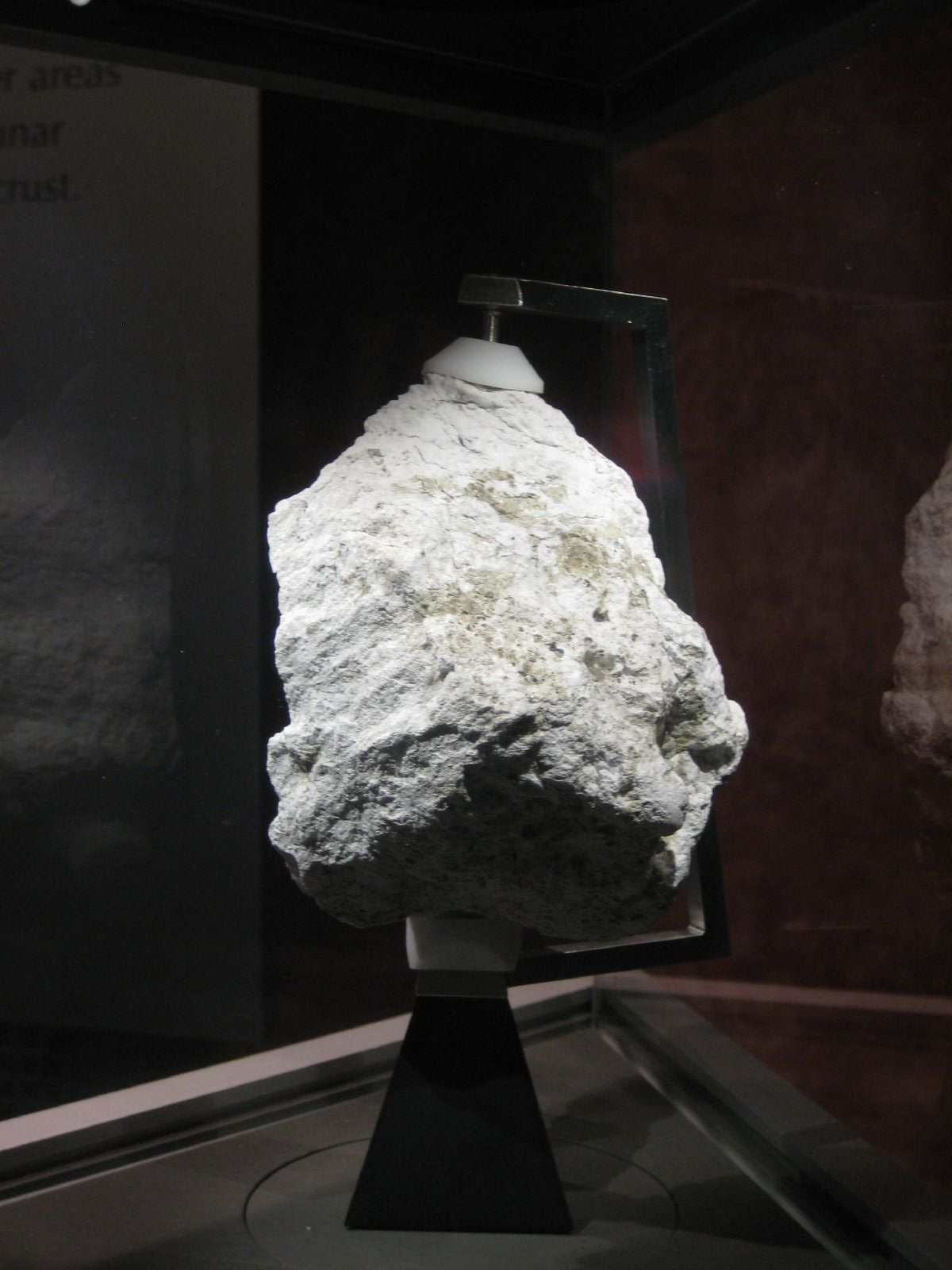
Місячна залізиста анортозитова порода з Аполлона 16 (зразок 60025).

Магматичний океан Місяця — це шар розплавленої породи, який, за теорією, був присутній на поверхні Місяця. Магматичний океан Місяця, ймовірно, був присутній на Місяці з моменту формування Місяця (приблизно 4,5 або 4,4 мільярда років тому) до десятків або сотень мільйонів років після цього часу. Це термодинамічний наслідок відносно швидкого формування Місяця після гігантського удару між протоземлею та іншим планетарним тілом. У міру того, як Місяць об'єднався з уламків від гігантського удару, гравітаційна потенційна енергія перетворилася на теплову. Через швидку акрецію Місяця (приблизно від місяця до року), теплова енергія була захоплена, оскільки не було достатнього часу для теплового випромінювання енергії через місячну поверхню. Подальша термохімічна еволюція океану місячної магми пояснює переважно анортозитову кору Місяця, європієву аномалію та матеріал KREEP.
Теорія магматичного океану Місяця спочатку була запропонована двома групами в 1970 році після аналізу уламків анортозитних порід, знайдених у колекції зразків Аполлона-11. Вуд та ін. використовували фрагменти масової проби 10085 для своїх аналізів. Залізисті анортозитові породи, знайдені під час програми «Аполлон», складаються в основному (понад 90 %) з мінералу плагіоклазу. Більш конкретно, залізисті анортозитові породи, знайдені на Місяці, складаються з кальцієвого (Ca) кінцевого члена плагіоклазу (тобто анортиту). Це свідчить про те, що принаймні верхні шари Місяця були розплавлені в минулому через чистоту місячних анортозитів і той факт, що анортит зазвичай має високу температуру кристалізації.

## Початковий стан

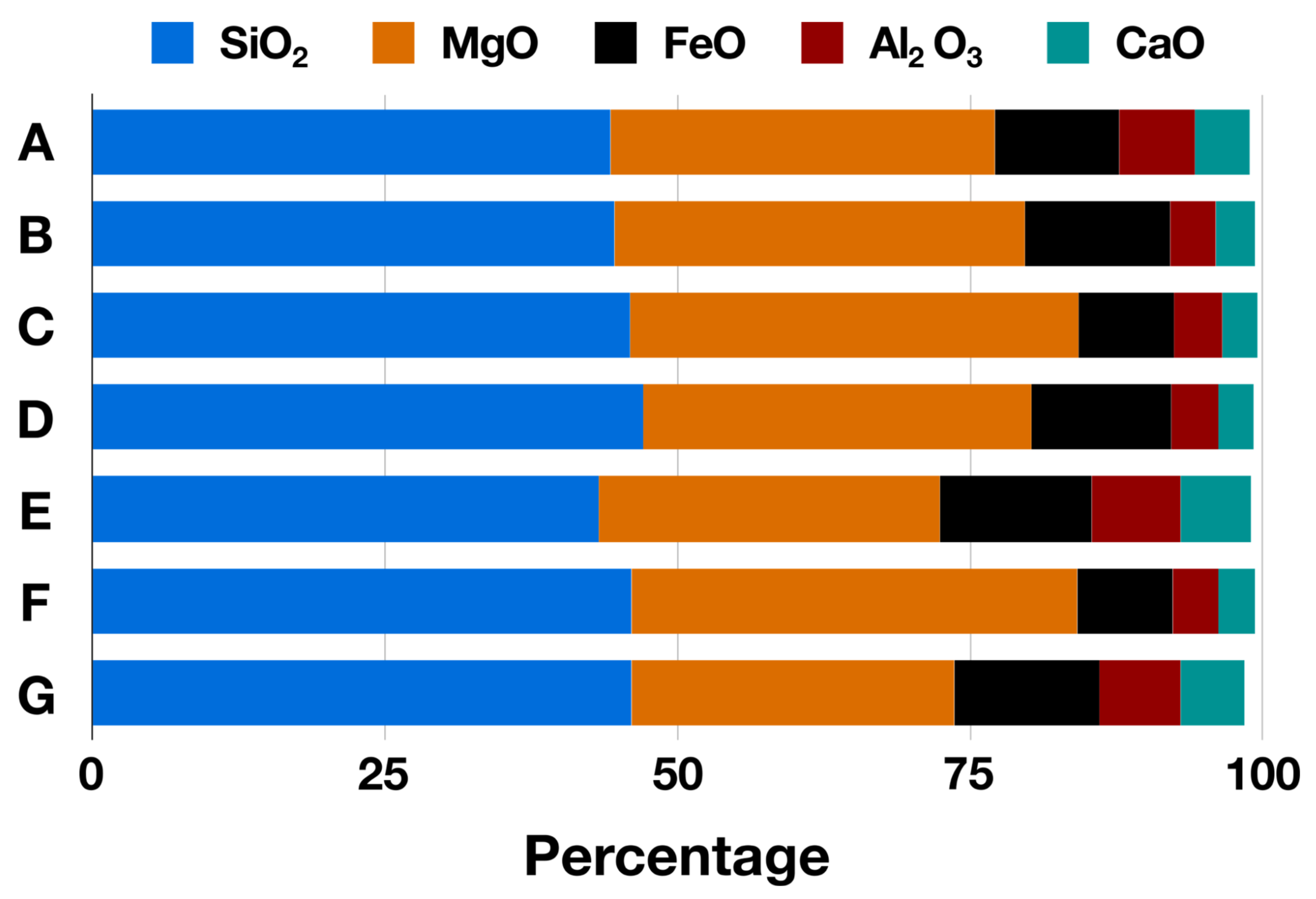
Сім опублікованих оцінок (AG) початкового хімічного складу магматичного океану Місяця, показаних у вагових відсотках. Другорядні компоненти, такі як TiO _{2} і Cr_{2}O_{3}, не показані.
[A] Повний місяць Тейлора (TWM) від Тейлора (1982) зі змінами в Елардо та ін. (2011). [B] O'Neill (1991) зі змінами в Schwinger and Breuer (2018).[C] Місячна примітивна верхня мантія (LPUM) від Longhi (2006) зі змінами в Elardo et al. (2011).
[D] Елкінс-Тантон та ін. (2011). [E] Морган та ін. (1978).
[F] Рінгвуд і Кессон (1976). [G] Уоррен (1986).

При розгляді початкового стану океану магми Місяця є три важливі параметри: хімічний склад, глибина та температура. Ці три параметри значною мірою визначають термохімічну еволюцію. Для океану магми Місяця існує невизначеність, пов'язана з кожною із цих початкових умов. Типовий початковий хімічний склад становить 47,1 % SiO2, 33,1 % MgO, 12,0 % FeO, 4,0 % Al2O3 і 3,0 % CaO (з незначним вмістом інших молекул), а також початкова глибина 1000 км і базальна температура 1900 К.

### Початковий хімічний склад і глибина
Початковий хімічний склад океану магми Місяця оцінюється на основі хімії місячних зразків, а також хімічного складу та товщини поточної місячної кори. Для цілей комп'ютерного моделювання початковий хімічний склад зазвичай визначається масовими відсотками на основі системи основних молекул, таких як SiO2, MgO, FeO, Al2O3 і CaO. Сім прикладів початкового хімічного складу океану місячної магми з літератури показані на малюнку праворуч. Ці композиції загалом подібні до складу мантії Землі з основною відмінністю в тому, що деякі (наприклад, повний місяць Тейлора) або не містять (наприклад, первісна верхня мантія Місяця) вогнетривких елементів.
Передбачувана початкова глибина океану магми Місяця коливається від 100 км до радіуса Місяця.

## Послідовність кристалізації
Точна послідовність мінералів, які кристалізуються з океану магми Місяця, залежить від початкового стану океану магми Місяця (а саме хімічного складу, глибини та температури). Відповідно до ідеалізованої серії реакцій Боуена, очікується, що спочатку кристалізується олівін, а потім ортопироксен. Ці мінерали щільніші за навколишню магму і тому опускаються на дно океану місячної магми. Таким чином, спочатку очікується, що океан місячної магми затвердіє знизу вгору. Після кристалізації приблизно 80 % океану місячної магми мінерал плагіоклаз кристалізується разом з іншими мінералами. Скелі, які в основному складаються з плагіоклазу (тобто анортозиту), утворюються та плавають до поверхні Місяця, утворюючи первісну кору Місяця.

## Тривалість
Океан магми Місяця міг існувати від десятків до сотень мільйонів років після утворення Місяця. За оцінками, Місяць утворився між 52 і 152 мільйонами років після багатих кальцієм і алюмінієм включень, найдавніших відомих твердих тіл у Сонячній системі, які служать проміжною ланкою для його віку 4,567 млрд років тому. Точний час утворення місячного океану магми дещо невизначений.
Кінцеві точки можуть бути вказані віком зразка 60025 залізистого анортозиту (4,360±0,003 млрд років) і розрахунковим віком ur-KREEP (4,368±0,029 млрд років). Якби Місяць утворився рано (тобто через 52 мільйони років після утворення Сонячної системи) і обидва зразки вказували б на повну кристалізацію океану місячної магми, тоді океан місячної магми проіснував би приблизно 155 мільйонів років. У цьому випадку комп'ютерні моделі показують, що для продовження кристалізації океану місячної магми потрібне одне або кілька джерел тепла (наприклад, приливне нагрівання).
Якщо Місяць утворився пізно (тобто через 152 мільйони років після утворення Сонячної системи), то, знову ж таки, використовуючи вік зразка залізистого анортозиту 60025 і розрахунковий вік ur-KREEP, магматичний океан Місяця існував би приблизно 55 мільйонів років. Це означає, що магматичний океан Місяця не був подовжений одним або кількома додатковими джерелами тепла.

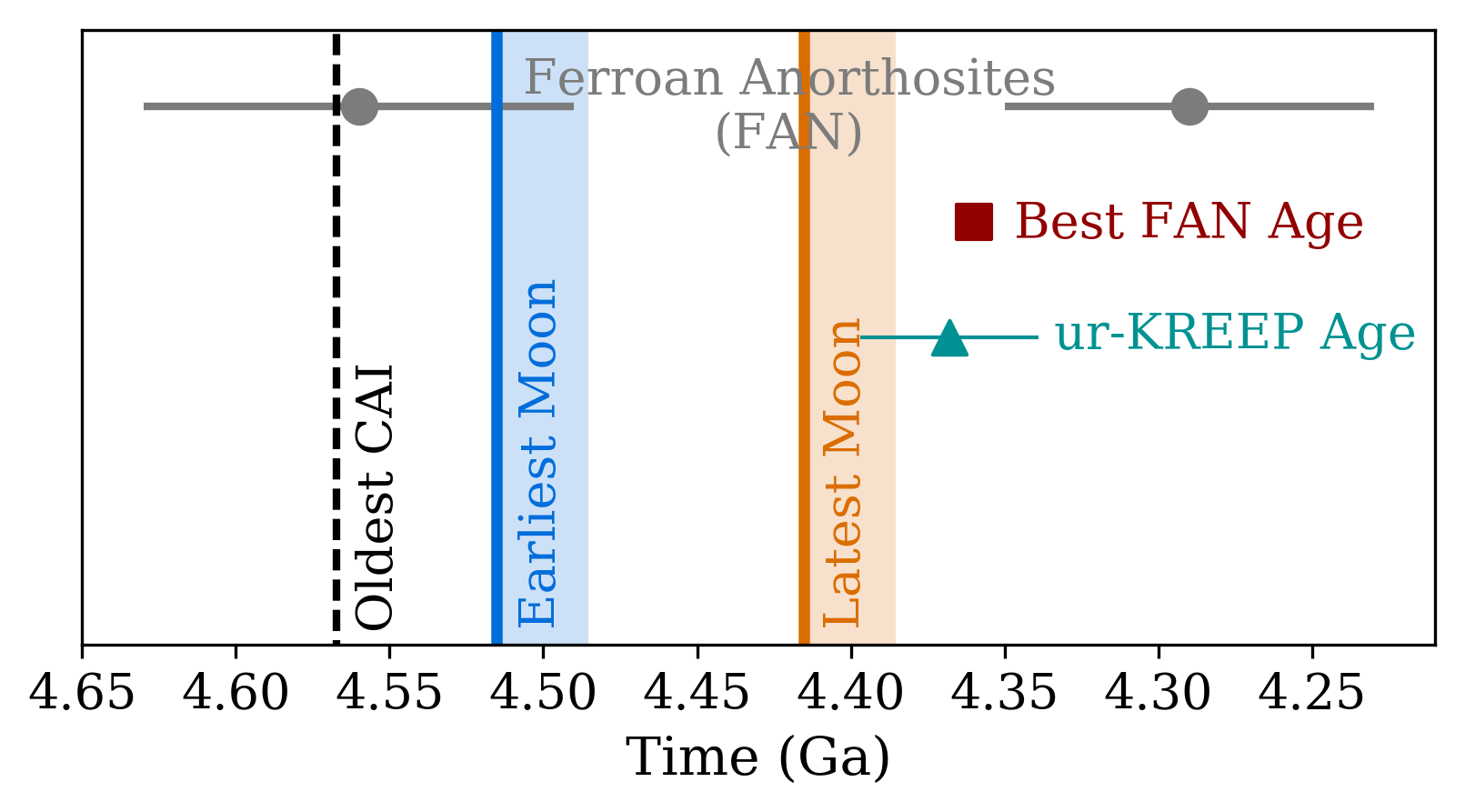
Найнадійніший вік зразка залізистого анортозиту (FAN) показаний червоним квадратом (смуги похибок менші за маркер), а найкраща оцінка формування початкового шару KREEP на глибині (тобто ur-KREEP) показана темним блакитним трикутником. Найстаріший і наймолодший зразки залізистого анортозиту показані сірими колами.

У минулому різницю у віці між найстарішими та наймолодшими зразками залізистого анортозиту використовували для визначення тривалості магматичного океану Місяця. Це було проблематично через великі похибки віку вибірки та через те, що деякі віки вибірки були скинуті ударами. Наприклад, найстарішим зразком залізистого анортозиту є 67016 з встановленим за Sm-Nd віком 4,56±0,07 млрд а наймолодшим є 62236 з встановленим за Sm-Nd віком 4,29±0,06 млрд. Різниця між цими віками становить 270 мільйонів років. Це знову означало б, що магматичний океан Місяця мав додаткове джерело тепла, наприклад, припливне нагрівання.
Аналіз цирконів у зразках Аполлона-14 показує, що місячна кора диференціювалася 4,51±0,01 мільярда років тому, що вказує на формування Місяця через 50 мільйонів років після початку Сонячної системи.

## Спростовні докази
Однією з альтернативних моделей до моделі магматичного океану Місяця є модель серійного магматизму.